# Kvalserien
Kvalserien est le nom en suédois du tournoi de hockey sur glace qui se joue en round-robin en fin d'une saison pour déterminer les équipes qualifiées dans le championnat élite, l'Elitserien de la saison suivante. Le tournoi a eu lieu pour la première fois en 1975.

## Format

### Format actuel
Six équipes participent à ce tournoi avec les deux dernières équipes de l’Elitserien au classement général de la saison régulière ainsi que les trois meilleures équipes de la seconde division, l''HockeyAllsvenskan. La sixième équipe qualifiée est déterminée parmi les quatre équipes suivantes au classement (4e à 7e) et à l'issue de deux tours de playoffs.
Chaque équipe qualifiée pour la phase de promotion rencontre deux fois chacune des autres équipes et les deux équipes avec les meilleurs résultats sont qualifiées pour jouer dans l’Elitserien.

### Historique
Entre 1975 et 1977, seulement quatre équipes participent au tournoi et ce sont seulement les équipes des divisions inférieures qui jouent pour la montée alors que les deux équipes classées aux dernières places de la division élite sont directement reléguées. En 1977-78, pour la première fois, le dernier de la division élite est relégué alors que l'avant-dernier joue le Kvalserien. Cinq équipes y participent alors. En 1982-83, la formule change une nouvelle fois : depuis 1980-81 quatre équipes participaient au tournoi mais avec deux équipes qualifiées en élite mais désormais une seule équipe est qualifiée à l'issue du tournoi. La seconde équipe rejoignant l'élite est celle ayant fini à la première place du second échelon. En 1986-87, le tournoi reprend l'ancien format avec deux places en ligue élite à l'issue du Kvalserien et dix ans plus tard, six équipes participent au tournoi avec deux places pour les équipes élites et quatre places pour les équipes de second échelon.

### Vainqueurs passés
- 1975 - Djurgårdens IF, Södertälje SK
- 1976 - IF Björklöven, Örebro HK
- 1977 - Djurgårdens IF, Timrå IK
- 1978 - Örebro IK, IF Björklöven
- 1979 - IF Björklöven, HV 71
- 1980 - Skellefteå AIK, Södertälje SK
- 1981 - Leksands IF, Timrå IK
- 1982 - Hammarby IF, Djurgårdens IF
- 1983 - MoDo AIK
- 1984 - Hammarby IF
- 1985 - HV 71
- 1986 - MoDo AIK
- 1987 - MoDo AIK, Väsby IK
- 1988 - IK VIK Hockey
- 1989 - Västra Frölunda HC
- 1990 - MoDo hockey
- 1991 - Västra Frölunda HC
- 1992 - Leksands IF
- 1993 - IF Björklöven
- 1994 - AIK
- 1995 - Rögle BK
- 1996 - Brynäs IF
- 1997 - Södertälje SK, Västerås IK
- 1998 - AIK, IF Björklöven
- 1999 - Linköpings HC, Västerås IK
- 2000 - Timrå IK, IF Björklöven
- 2001 - Södertälje SK, Linköpings HC
- 2002 - Timrå IK, Leksands IF
- 2003 - Linköpings HC, Brynäs IF
- 2004 - MIF Redhawks, Mora IK
- 2005 - Leksands IF, Brynäs IF
- 2006 - IF Malmö Redhawks, Skellefteå AIK
- 2007 - Skellefteå AIK, Södertälje SK
- 2008 - Brynäs IF, Rögle BK
- 2009 - Södertälje SK, Rögle BK
- 2010 - Södertälje SK, AIK
- 2011 - Växjö Lakers HC, MODO Hockey